# Clerks 3
Série View Askewniverse
Jay et Bob contre-attaquent… encore
(2019)
Pour plus de détails, voir Fiche technique et Distribution.
Clerks 3 est un film américain réalisé par Kevin Smith et sorti en 2022. Il s'agit du 8e long métrage de l'univers de fiction View Askewniverse créé par le réalisateur-scénariste. Il fait suite à Clerks : Les Employés modèles (1994) et Clerks 2 (2006).

## Synopsis
Voila plusieurs années que les deux amis Randal Graves et Dante Hicks ont repris l'épicerie de quartier du Quick Stop à Leonardo dans le New Jersey. Ils ont embauché Elias Grover, qui travaillait avec eux dans le fast-food Mooby's. Ce dernier est souvent accompagné de son ami Blockchain Coltrane avec lequel il tente de développer une affaire de cerfs-volants à l'effigie de Jésus-Christ. De leur côté, Jay et Silent Bob ont quant à eux racheté le vidéoclub RST Video et l'ont remplacé par un point légal de vente de cannabis. En pleine conversation sur la religion avec Elias, Randal fait une attaque cardiaque. Très marqué par la chance d'avoir survécu, il décide une fois sorti d'affaire de faire un film avec Dante sur leur vie au sein du magasin. Randal se lance dans l'écriture du script de Derrière le comptoir (In Convenience en VO) et propose à Dante de le produire. Ce dernier fait appel à son ex Emma pour financer ce projet. Il retrouve également Veronica Loughran.

## Fiche technique
Sauf indication contraire, les informations mentionnées dans cette section peuvent être confirmées par la base de données cinématographiques IMDb,  présente dans la section « Liens externes ».
- Titre : Clerks 3
- Réalisation et scénario : Kevin Smith
- Musique : James L. Venable
- Direction artistique : Luke Green
- Décors : Robert Holtzman et Nate Jones
- Costumes : Allison Pearce
- Photographie : Learan Kahanov
- Montage : Kevin Smith
- Production : Liz Destro, Jordan Monsanto et Kevin Smith

Producteurs délégués : David Gendron, Matthew Helderman, Ali Jazayeri et Luke Taylor
- Sociétés de production : View Askew Productions et SModcast Pictures (en) ; en association avec BondIt Media Capital
- Sociétés de distribution : Lionsgate / Fathom Events (en) (États-Unis)
- Budget : 7 millions de dollars[3]
- Pays de production :  États-Unis
- Langue originale : anglais
- Format : couleur et noir et blanc
- Genre : comédie dramatique
- Durée : 115 minutes
- Dates de sortie[4] :
  - États-Unis : 4 septembre 2022 (avant-première à Red Bank) ; 13 septembre 2022 (sortie nationale)
  - France : 14 octobre 2022 (vidéo à la demande)
- Classification[5] :
  - États-Unis : R

## Distribution
- Brian O'Halloran (VF : Olivier Brun) : Dante Hicks
- Jeff Anderson (VF : Vincent Ropion) : Randal Graves
- Marilyn Ghigliotti (en) : Veronica Loughran
- Rosario Dawson (VF : Sara Martins) : Rebecca « Becky » Scott-Hicks
- Trevor Fehrman (en) (VF : Franck Lorrain) : Elias Grover
- Jason Mewes (VF : Vincent Barazzoni) : Jay
- Kevin Smith (VF : Christophe Lemoine) : Silent Bob
- Austin Zajur : Blockchain Coltrane
- Ben Affleck (VF : Boris Rehlinger) : Boston John
- Fred Armisen : un homme aux auditions
- Sarah Michelle Gellar (VF : Claire Guyot) : une femme aux auditions
- Ethan Suplee (VF : Frédéric Souterelle) : William Black
- Danny Trejo (VF : Antoine Tomé) : un homme aux auditions
- Melissa Benoist (VF : Zina Khakhoulia) : une femme aux auditions
- Chris Wood : un homme aux auditions
- Bobby Moynihan : un homme aux auditions
- Donnell Rawlings : un homme aux auditions
- Freddie Prinze Jr. : lui-même
- Anthony Michael Hall : un homme aux auditions
- Justin Long (VF : Taric Mehani) : un infirmier à l'hôpital
- Amy Sedaris (VF : Patricia Legrand) : Dr Ladenheim
- Jennifer Schwalbach Smith : Emma Bunting
- Harley Quinn Smith : Millennium « Milly » Faulken
- Kate Micucci : Mary, une employée du Mooby's
- Marc Bernardin : Lando

## Production

### Genèse et développement
Lors d'une conférence de presse pour Clerks 2 en 2006, Kevin Smith évoque brièvement la possibilité d'un troisième film : « S'il doit y avoir un Clerks III, ce serait quelque part pendant la quarantaine ou la cinquantaine, quand il pourrait être intéressant de revenir sur Dante et Randal. Mais je ne sais pas trop pour Jay et Bob, parce qu'à 45 ans, s'appuyer contre un mur devant une épicerie ça peut être un peu triste. » Le cinéaste répète son ressentiment lors d'un commentaire audio sur le DVD de Clerks 2 DVD, ce à quoi répond l'acteur Jeff Anderson répond avec humour « Oh, don't get me started » en référence aux doutes de l'acteur au début du lancement de l'idée du second film.
En mars 2012, Kevin Smith exprime son intérêt de produire cette suite sous la forme d'une pièce de théâtre musicale à Broadway, après avoir été impressionné par l'œuvre Seminar de Theresa Rebeck avec Alan Rickman,. En décembre de la même année, Kevin Smith publie un épisode spécial de son podcast Hollywood Babble-On (en) (Hollywood Babble-On #000: GIANT SIZED ANNUAL # 1: CLERKS III, AUDIENCE 0), dans lequel il donne quelques détails sur Clerks 3. Il évoque la possibilité de faire une production participative, via des sites de financement participatif comme Kickstarter et Indiegogo, avec des cadeaux et rôles de figurants à la clef. Cependant, en juin 2013, il revient sur cette idée de financement.
Kevin Smith déclare travailler sur le script dès mars 2013. Il le décrit plus tard comme l'équivalent de L'Empire contre-attaque de la série. Quelques mois plus tard, Jason Mewes annonce qu'il faut désormais attendre le financement de The Weinstein Company. Le studio refusera cependant le budget de 6 millions de dollars fixé par Kevin Smith mais accepte cependant de distribuer le film s'il parvient à trouver un financement.
En septembre 2014, Kevin Smith explique dans un épisode du podcast Hollywood Babble-On qu'il est fier d'avoir pu développer le film Tusk qui permet de relancer le projet : 

« Tout dans ma vie serait nulle en ce moment si je n'avais pas fait ce film. Je suis de retour au cinéma maintenant. J'en ai trois de prévus, et c'est la putain de grande nouvelle. Tusk était le pont absolu vers Clerks 3. Grâce à Tusk, j'ai obtenu mon financement pour Clerks 3. Il y a un an, j'essayais désespérément de faire faire Clerks 3 pour le 20e anniversaire [du premier film]. Et ce désespoir, j'ai dû le sentir, parce que je n'arrivais pas à trouver de l'argent. Puis il y a eu Tusk, des gens qui disaient “Putain c'est de la merde ! Qu'avez vous d'autre ?” Et j'étais comme, Clerks 3, terminé. Donc tout le monde qui dit : “Il a échoué, il a échoué”, merci - j'ai échoué dans Clerks 3. Alors, ne fais jamais confiance à personne quand ils te racontent comment se passe ton histoire, mec. Vous connaissez votre histoire. Vous écrivez votre propre histoire. »

— Kevin Smith, septembre 2014
Un futur tournage du film est annoncé en mai 2015, avant que le projet soit remplacé par la suite d'un autre film du View Askewniverse, Les Glandeurs (1995). Cependant, en juin 2016, la suite des Glandeurs était plutôt évoquée sous la forme d'une série télévisée.
Le 3 août 2019, Kevin Smith fait une lecture public du scénario de Clerks 3 au First Avenue Playhouse d'Atlantic Highlands,. Il annonce ensuite au San Diego Comic-Con qu'il va écrire un tout nouveau script et qu'il promet de faire le film.
En octobre 2019, le réalisateur-scénariste confirme sur Instagram que le film va bien se faire et que Jeff Anderson — qui avait initialement refusé de le faire — a accepté de reprendre son rôle de Randal. Ce nouveau script tourne autour de Randal qui, après avoir eu une crise cardiaque, décide de faire un film avec Dante sur leurs vies. Cette idée avait initialement été imaginée pour la série d'animation Clerks: The Animated Series (en). Kevin Smith s'inspire ici de son propre vécu, après avoir lui-même subit une crise cardiaque en février 2018 : « Dans l'histoire cette fois, je donne à Randal la crise cardiaque qui m'a presque tué ».
En janvier 2021, Kevin Smith annonce que l'écriture du script est achevée,. En juillet 2021, Lionsgate acquiert les droits de distribution du film. Il est par ailleurs confirmé que Rosario Dawson et Trevor Fehrman reprendront leurs rôles respectifs de Clerks 2, Becky Scott et Elias Grover. En juillet 2021, Kevin Smith annonce que le tournage débutera le mois suivant.

### Tournage
Le tournage débute le 2 août 2021 à Red Bank dans le New Jersey,. Il s'achève le 31 août 2021.

## Bande originale
Plusieurs chansons sont présentes dans le film :
- My Chemical Romance - Welcome to the Black Parade (générique d'entrée)
- Lisa Dalbello & The Degrassi Junior Strings - Whatever It Takes (thème de Degrassi : La Nouvelle Génération)
- Froggy - 7-Eleven Nachos
- Roots of Mine - Something's Got to Give et Green Trees
- The Overrides - Observant Servant
- Matthew Douglas - Unyielding
- Carlo Magliocco - Mark the Map
- Lit - My Own Worst Enemy (Re-Record)
- King Diamond - Them
- Mega Ran - Tractor Beam
- Pucho & His Latin Soul Brothers (en) - Ritmo Nueva York
- Telethon - Positively Clark Street
- The Souljazz Orchestra - Conquering Lion
- Serious Matters - Glitches
- Necronam - Bird of Salesmanship
- Lo(u)ser feat. Reel Big Fish - No Hope
- Ben Bateman - Late Night Love Song
- P.M. Dawn - Tru Believer
- Jefferson Starship - Find Your Way Back
- Lil One Hunnet - Riding in My Benzo
- Malcolm Minikon (iMinikon) - Sally Walk
- Gerard Way - O Waly, Waly
- Rebuilder - Le Grande Fromage
- John Gorka - I'm from New Jersey
- Pearl Jam - Just Breathe

## Sortie et accueil

### Promotion
La première bande-annonce est dévoilée le 6 juillet 2022. Elle révèle notamment la présence de Ben Affleck, Sarah Michelle Gellar et Justin Long.
Clerks 3 est présenté en avant-première mondiale le 4 septembre 2022 Red Bank dans le New Jersey, là où il a été tourné. Il sort ensuite dans les salles américaines, distribué par Lionsgate et Fathom Events (en), le 13 septembre 2022,. La sortie américaine avait initialement été fixée à juillet 2022. Pour promouvoir personnellement son film, Kevin Smith organise le Convenience Tour, un roadshow avec projection du film et animations dans de nombreuses villes américaines et canadiennes. Après Red Bank début septembre, l'équipe se rend à Portland, Glenside, Providence, New York, Washington, Richmond, Vancouver, Boulder, Denver, Seattle, Salem, San Francisco, Sacramento, San Diego, Los Angeles, Anaheim, Toronto, Ottawa, Grand Rapids, Détroit, Montréal, Atlanta, Orlando, Tampa, Nashville, Saint-Louis, Charleston, Charlotte, Durham, Saint Paul, Milwaukee, Chicago, Iowa City, Kansas City, Oklahoma City, Dallas, Austin et Phoenix.

### Critique
Le film reçoit des critiques partagées à sa sortie aux États-Unis. Sur l'agrégateur américain Rotten Tomatoes, il récolte 68% d'opinions favorables pour 62 critiques et une note moyenne de 6,3⁄10. Le consensus suivant résume les critiques compilées par le site : « Clerks III n'est même pas censé être là aujourd'hui – mais ce retour étonnamment émouvant au Quick Stop conclut la trilogie de manière à plaire aux fans ». Sur Metacritic, il obtient une note moyenne de 51⁄100 pour 18 critiques.

## Clins d'oeil
Le film contient de nombreuses références et allusions.
View Askewniverse
- De nombreux passages de Clerks : Les Employés modèles sont rejoués dans le « film dans le film ».
- Elias Grover a fabriqué des cerfs-volants avec le logo du Pote Christ de Dogma (1999).

Autres
- Star Wars : Randal fait de nombreuses allusions à l'univers notamment à la série The Mandalorian. Il compare Jay et Bob à C-3PO et R2-D2 ou encore Dante à Dak, l'artilleur de Luke Skywalker dans L'Empire contre-attaque.
- Crom de Conan le Barbare est évoqué à plusieurs reprises.
- Dans une scène, Elias porte un maquillage similaire à celui de Daryl Hannah dans Blade Runner.
- Randal surnomme l'infirmier incarné par Justin Long sous le nom de « Nurse Jackie », en clin d'oeil à l'infirmière du même nom de la série Nurse Jackie incarnée par Edie Falco.
- Dante décrit Satan comme « le Optimus Prime du Mal ». Elias lui explique qu'il s'agit alors de Mégatron.
- Randal surnomme Silent Bob « Monsieur Sans un bruit ».